# Thomas Allofs
Thomas Allofs (Düsseldorf, 1959. november 17. –) világbajnoki ezüstérmes nyugatnémet válogatott német labdarúgó, csatár. Klaus Allofs (1956) válogatott német labdarúgó öccse.

## Pályafutása

### Klubcsapatban
A TuS Gerresheim csapatában kezdte a labdarúgást. 1978-ban a Fortuna Düsseldorf csapatában mutatkozott be az élvonalban. A düsseldorfi együttessel két nyugatnémet kupát nyert és tagja volt az 1978–79-es idényben KEK-döntős csapatnak, amely csak hosszabbításban, drámai körülmények között kapott ki a Barcelonától 4–3-ra.
1982 és 1986 között az 1. FC Kaiserslautern játékosa volt. 1986-ban az 1. FC Kölnhöz szerződött, ahol ismét bátyjával Klaus Allofs-szal játszott együtt. Az 1988–89-es szezonban holtversenyben bajnoki gólkirály lett a Bundesligában.
1989 őszén a francia RC Strasbourg labdarúgója volt, majd 1990 év elején visszatért első klubjához a Fortunához, ahol 1992-ben fejezte be az aktív labdarúgást.

### A válogatottban
1985 és 1988 között két alkalommal szerepelt a nyugatnémet válogatottban. Tagja volt az 1982-es világbajnoki ezüstérmes csapatnak Spanyolországban, de pályára nem lépett. 1985. október 16-án mutatkozott be a válogatottban Portugália ellen. 1979 és 1982 között 17-szeres U21-es válogatott (2 gól), 1979 és 1988 között négyszeres B-válogatott volt (1 gól).

## Sikerei, díjai
NSZK
- Világbajnokság
  - ezüstérmes: 1982, Spanyolország

 Fortuna Düsseldorf
- Nyugatnémet kupa (DFB-Pokal)
  - győztes: 1979, 1980
- Kupagyőztesek Európa-kupája (KEK)
  - döntős: 1978–79

 1. FC Köln
- Nyugatnémet bajnokság (Bundesliga)
  - gólkirály: 1988–89 (17 gól, Roland Wohlfarth-tal holtversenyben)